# 格利泽581f
格利泽581f（英語：Gliese 581 f）是一个格利泽581行星系未经证实的一个行星，绕行位于天秤座的红矮星格利泽581，距离地球约为20.3光年。它的发现于2010年9月29日公布。这颗行星是夏威夷凯克天文台的HARPS望远镜和欧洲南方天文台的拉希拉天文台的3.6米望远镜观测得到的数据。
这颗行星的质量约为地球的7倍大小，这说明它是一个巨大的类地行星或者类似于海王星，它的公转轨道平均离它的母星大约0.78个天文单位，这个距离比金星到太阳的距离稍远，但是它表面的液态水仍然可能太冷。